# Атанас Икономов
Атанаси Попдимитров Икономов (на гръцки: Αθανάσιος Παπαδημητρίου Οικονόμου, Атанасиос Пападимитриу Иконому) е гръцки революционер, деец на гръцката въоръжена пропаганда в Македония от началото на XX век.

## Биография
Икономов е роден в Енидже Вардар, тогава в Османската империя. Между 1897 и 1900 и отново между 1904 и 1906 година е член на Ениджевардарската гръцка община.
На 10 октомври 1904 година като член на гръцката ефория се подписва под общо прошение до Солунския митрополит с искане да се намеси в правен спор срещу униатите и православните българи в града, искащи да получат част от къшлата (градското пасбище). По това време е основан и градския гръцки революционен комитет, към който той се присъединява като член. Баща му поп Димитър Икономов е секретар, Антон Касапов е председател, Христо Даскалов е касиер, а Васил Йотов е връзка с новопристигналите гръцки чети в Ениджевардарското езеро. Атанас Икономов организира терористичната гръцка група в града, която убива видни българи, а също и разнасянето на оръжия в и извън града. В отговор дейци на ВМОРО му унищожават имуществото с 280 овощни дървета и го разоряват.
Убит е на 30 март или 30 юни 1906 година от българи, дейците на ВМОРО Ставре Гьорев и Паминонда (Нонде) Хаджистоянов. Обявен е за агент от трети ред.
В 1915 година вдовицата му Мария отстъпва етаж от къщата си за основаване на гръцка гимназия в града. Улица в Енидже Вардар носи неговото име.